# Stefan Wiertz
Stefan Wiertz (* 30. Dezember 1964) in Wermelskirchen ist ein deutscher Koch und Autor.

## Biografie
Wiertz wurde bei ProSieben Maxx in der Koch- und Grillshow BeefBattle - Duell am Grill bekannt. Zuvor war er mehrfach bei der Sendung Kochduell zu Gast. Seit 2016 wird er als Mentor für die Kandidaten bei Grill den Henssler (VOX) eingeladen. Wiertz schrieb auch einige Sachbücher zum Thema Essen und Trinken.

## Im Fernsehen
- seit 2015: BeefBattle - Duell am Grill
- seit 2016: Grill den Henssler